# Tom Barrasso
Thomas Patrick Barrasso (ur. 31 marca 1965 w Bostonie, Massachusetts) – były amerykański bramkarz hokejowy grający w NHL. Rozegrał łącznie 18 sezonów dla drużyn: Buffalo Sabres, Pittsburgh Penguins, Ottawa Senators, Carolina Hurricanes, Toronto Maple Leafs i St. Louis Blues.

## Kariera
Tom Barrasso dorastał w Stow, Massachusetts. Rozpoczął grać jako bramkarz w wieku 4 lat. Gdy był nastolatkiem, bronił bramki dla wyższej szkoły Acton-Boxborough i był uważany za jednego z najbardziej obiecujących amerykańskich bramkarzy wszech czasów.
Został draftowany przez Buffalo Sabres z piątym numerem w 1983 roku, stając się najwyżej draftowanym bramkarzem do czasu gdy Roberto Luongo został wybrany z czwartym numerem w 1997 roku. Pomijając karierę na uczelni, Barrasso rozpoczął grę w NHL od razu po szkole wyższej. W NHL przewyższył wszelkie oczekiwania wygrywając Calder Trophy i Vezina Trophy w pierwszym sezonie, stając się 3. bramkarzem, który wygrał obydwie nagrody w tym samym sezonie. Następnie zadebiutował w drużynie USA w turnieju Canada Cup w 1984 roku,  mając jedynie 19 lat. Zagrał także w mistrzostwach świata w hokeju na lodzie w 1986 roku oraz w turnieju Canada Cup w 1987 roku.
W 1988 roku Sabres wymienili Barrasso do drużyny Pittsburgh Penguins, gdzie wygrał dwa Puchary Stanleya w latach 1991 i 1992. W kolejnych latach, Barrasso prawie całkowicie opuścił  sezony 1994–1995 i 1996–1997 z powodu kontuzji, jednak wrócił w dobrej formie w kolejnych latach. W roku 1997 stał się pierwszym amerykańskim bramkarzem, który zaliczył 300 zwycięstw w NHL. W późniejszych sezonach jego konkurent powodował, że stosunki z lokalnymi mediami były napięte, co było odczuwalne dla Toma i jego rodziny.
W marcu 2000 roku, został wymieniony do Ottawy Senators. Sezon 2000–2001 spędził odpoczywając od hokeja lecz powrócił w sezonie 2001–2002, podpisując kontrakt z drużyną Carolina Hurricanes. Kilka miesięcy później cieszył się z międzynarodowego sukcesu, wygrywając srebro na zimowej olimpiadzie w 2002 roku.
Kilka ostatnich sezonów spędził grając dla drużyn: Ottawy Senators, Caroliny Hurricanes, Toronto Maple Leafs i St. Louis Blues. Zanim odszedł na emeryturę w 2003 roku podpisał kontrakt z Pittsburgh Penguins, by w tym samym dniu ogłosić zakończenie kariery jako Pingwin.
Od czerwca 2012 asystent trenera w rosyjskiej drużynie Mietałłurg Magnitogorsk, od 2015 w słowackim Slovanie Bratysława.
Tom jest żonaty, jego żona ma na imię Megan, ich trzy córki to: Ashley, Kelsey i Mallory.

## Nagrody i osiągnięcia
- 1984 – Calder Trophy (Najlepszy debiutant w NHL)
- 1984 – Vezina Trophy (Najlepszy bramkarz w NHL)
- 1985 – William M. Jennings Trophy (Drużyna z najmniejszą średnią wpuszczonych bramek – razem z Bobem Sauvem)
- 1991 – Puchar Stanleya (Z drużyną Pittsburgh Penguins)
- 1992 – Puchar Stanleya (Z drużyną Pittsburgh Penguins)
- 2002 – Srebrny medal olimpijski (Z drużyną USA)

## Rekordy
- Drugie miejsce odnośnie do najwięcej wygranych meczów przez bramkarza z USA – 369
- Najwięcej asyst zdobytych przez bramkarza w NHL – 48
- Najwięcej punktów zdobytych przez bramkarza w NHL - 48